# Siódma kompania w świetle księżyca
Siódma kompania w świetle księżyca (La Septième compagnie au clair de lune) – francuska komedia wojenna z 1977 roku. Kontynuacja filmu Odnaleźliśmy siódmą kompanię z 1975 roku.

## Fabuła
Rok 1942. Paul Chaudard po ucieczce z niewoli mieszka w strefie okupowanej. Jego żona i szwagier walczą w Ruchu Oporu co jest mu niewiadome. Pewnego dnia odwiedzają go frontowi przyjaciele Pithivier i Tassin, z którymi udaje się na polowanie, w czasie którego dochodzi do obławy na Ruch Oporu. Tassin nieświadomie nadaje sygnał świetlny do lądowania samolotowi, który trzech żołnierzy byłej 7 kompanii rozbija go o niemiecką ciężarówkę. Pechowcy muszą się ukrywać po tym jak hitlerowcy wydają za nimi list gończy.

## Główne role
- Jean Lefebvre - Pithivier
- Pierre Mondy - Paul Chaudard
- Henri Guybet - Tassin
- Gérard Jugnot - Gaston Gorgeton, szwagier Chaudard'a
- Patricia Karim - Suzanne Chaudard, żona Chaudard'a
- Gérard Hérold - major Gilles, szef siatki Ruchu Oporu
- Jean Carmet - Albert
- André Pousse - Lambert, szef milicji
- Jean-François Dérec - milicjant Francis
- Francis Lemaire - Henri
- Konrad Von Bork - szef Gestapo